# Granie w chmurze
Granie w chmurze – usługa polegająca na udostępnianiu gry online w formie bezpośredniego strumienia danych. Usługa jest oparta na założeniach chmury obliczeniowej. Gra znajduje na serwerze operatora platformy lub wydawcy gry, natomiast gracz ma do niej dostęp przy użyciu cienkiego klienta. Sposób ten pozwala na granie w gry bez używania konsol i sprawia, że zbędna staje się znajomość obsługi komputera (włączając w to aktualizacje gry), ponieważ system operacyjny znajduje się na serwerze.
Granie w chmurze jest usługą korzystającą z połączenia szerokopasmowego oraz dużych klastrów serwera. Na komputerze użytkownika nie są przechowywane pliki gry, a wykonywanie kodu źródłowego odbywa się przede wszystkim na serwerze. Duże ilości danych w strumieniu przesyłanym do klienta powoduje, że taka wersja gry może być w gorszej jakości niż ta wydana na standardowe komputery czy konsole. Usługa jest jednak w ciągłym rozwoju, niektóre platformy korzystają już z zaawansowanych efektów graficznych oraz rozwiązań pozwalających na pozbycie się lagów w rozgrywce.
Pierwsze granie w chmurze zostało udostępnione przez japońską firmę G-cluster w październiku 2004 roku.